# NGC 3881
NGC 3881 (również PGC 36722) – galaktyka eliptyczna (E), znajdująca się w gwiazdozbiorze Wielkiej Niedźwiedzicy. Odkrył ją John Herschel 29 kwietnia 1827 roku.